# Ivajla Kirova

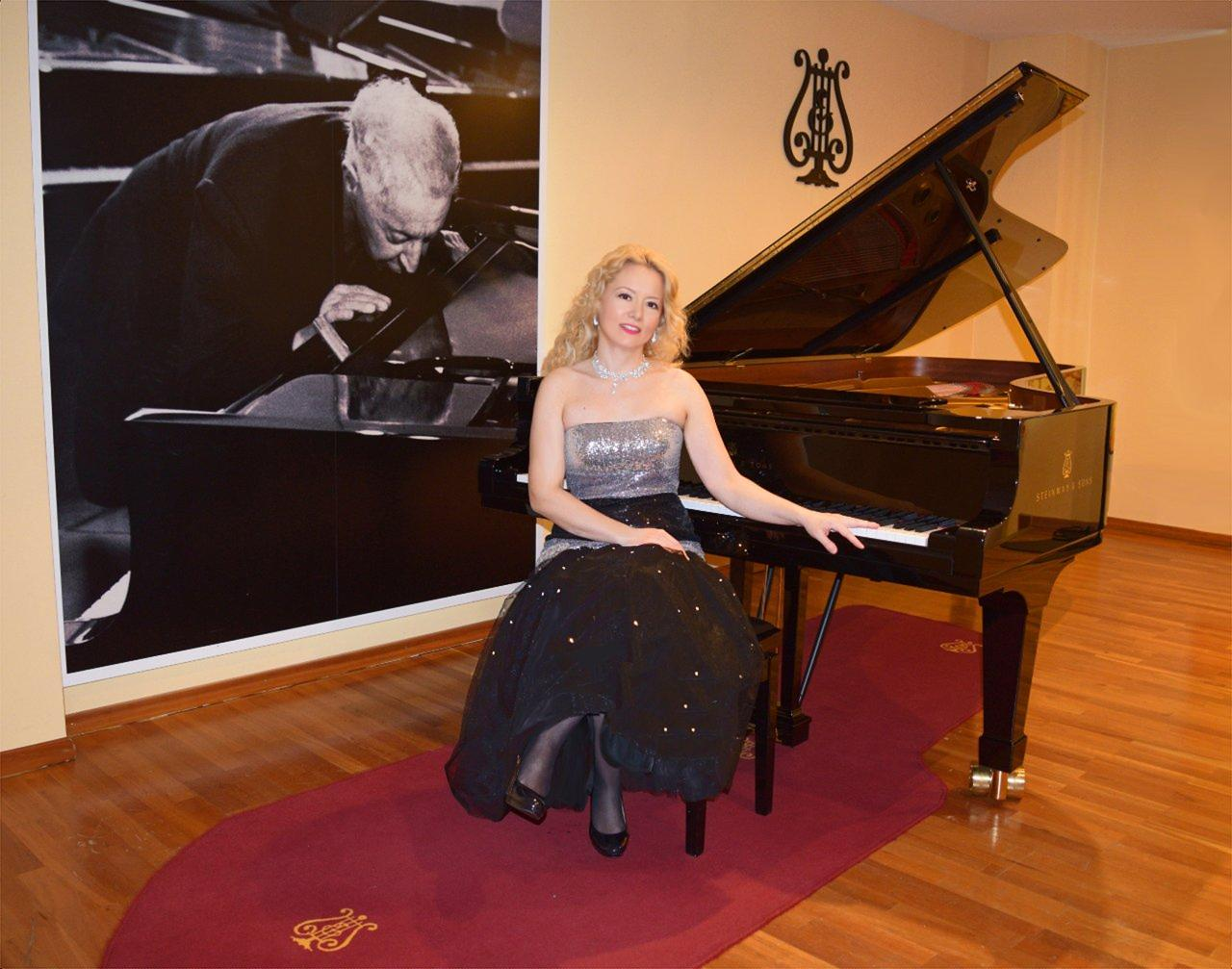
Ivajla Kirova

Ivajla Kirova (bulgarisch Ивайла Кирова; * 1975 in Bulgarien) ist eine in München lebende bulgarische Pianistin und Komponistin.

## Leben
Ihren ersten Klavierunterricht erhielt sie mit sieben Jahren und mit neun Jahren trat sie zum ersten Mal öffentlich auf. Ab 1988 wurde sie als erste Jungstudentin von Dora Lasarowa an der Musik-Akademie „Pantscho Wladigerow“ in Sofia unterrichtet. 1993 erhielt sie eine Auszeichnung von der Musik-Akademie in Sofia und 1994 vom polnischen Kulturinstitut in Sofia für die beste Chopin-Interpretation.
1999 absolvierte sie eine zweijährige Meisterklasse von Gerhard Oppitz in München und wurde als Dozentin für Klavier an der Hochschule für Musik und Theater in München eingeladen. Es folgten Konzerte in Deutschland, Italien, Schweiz und Österreich. Zu ihren Kammermusikpartnern zählten auch Solisten des Staatlichen Fernseh- und Rundfunk-Orchesters Japan-NHK.
2001 wurde ihre erste Solo-CD aufgenommen. 2002 wurde sie vom Pianisten Alexis Weissenberg unterrichtet. 2003 wurde ihre Live-Aufführung bei seinen Meisterklassen-Konzerten in 2 CD-Sets in Zürich veröffentlicht. Ihre Aufnahmen wurden vom Bulgarischen und Schweizerischen Rundfunk sowie vom Bulgarischen und Deutschen Fernsehen ausgestrahlt.
2004 nahm sie als Jury-Mitglied beim Internationalen Klavierwettbewerb „Klassik und Moderne“ in Bulgarien teil und war Initiatorin des Förderpreises für die beste klassische Interpretation. 2005 hielt sie Meisterkurse für hochbegabte Kinder an der Spezialschule für Musik, Tanz und Theater in Bulgarien/Stara Sagora. Ihr Repertoire umfasst Werke aus allen Epochen: von Bach bis Beethoven, von Chopin bis Rachmaninov und die Neue Musik.
2013 wurden ihre Gedichte in bulgarischer Sprache, 5 poetische Miniaturen für Klavier op. 1, 11 Variationen für Klavier über die bulgarische Volksmelodie „Hoisata“ op. 2 und 14 Kinderlieder op. 3 veröffentlicht.
2014 wurde ihre dritte CD von IFO Classics in Deutschland veröffentlicht. Im gleichen Jahr übernahm sie die künstlerische Leitung der Konzertreihe "Bulgarische Musikabende in München" im Schloss Nymphenburg. Bis 2019 wurden auf ihrer Initiative ca. 20 Erstaufführungen von Werken der bulgarischen Komponisten Vladigerov, Kruschev, Raitschev, Zlatev-Tscherkin, Kyurktschiyski, Kazandjiev u. a. in München realisiert.
2016 wurde ihre vierte CD von Con Brio Recordings in den USA veröffentlicht und als "Recording of the Year 2016" von Musicweb International ausgewählt (World Premiere Recording).
2017/18 spielte sie zahlreiche Konzerte in Hong Kong, China, Bulgarien, Deutschland, Malaysia, in den USA und gab Meisterkurse in Kuala Lumpur und Dubai. Jury-Mitglied des Olympics Klavierwettbewerbs in Taipeh, Taiwan (2018).

## Diskografie
- 2001 – CD-Aufnahme mit Bach-Busoni-Chaconne, Beethoven-„Mondschein“-Sonate und  Brahms-Paganini-Variationen, Heft 1 & 2
- 2003 – CD-Aufnahme mit Variationen über das bulgarische Volkslied „Dilmano Dilbero“ von Alexander Vladigerov (Meisterklasse Alexis Weissenberg, Schweiz)
- 2014 – CD-Aufnahme in Memoriam Maestro Alexis Weissenberg mit Werken von Rachmaninov, Chopin, Mozart, Liszt, Granados und Eigenkompositionen
- 2016 – CD-Aufnahme - Bulgarian Musical Evenings in Munich – World Premiere Recording – Special selection by Alexander Raichev, Yovcho Krushev and Pancho Vladigerov
- 2016 – CD/DVD-Aufnahme - Piano Concerto No.1 by Krassimir Kyurkchiyski - GENESIS Orchestra & Maestro Yordan Kamdzhalov (German Premiere)

## Publikationen
- Ivajla Kirova: Regenbogen der Klänge.  2013, Verlag Daga Plus, ISBN 978-954-9387-78-0
- Ivajla Kirova: 5 poetische Miniaturen für Klavier op. 1. 2013, Verlag Daga Plus, ISMN 979-0-9016679-0-7
- Ivajla Kirova: 11 Variationen für Klavier über die bulgarische Volksmelodie „Hoisata“ op. 2. 2013, Verlag Daga Plus, ISMN 979-0-9016679-1-4
- Ivajla Kirova: 14 Kinderlieder nach berühmten bulgarischen Dichtern op. 3. ISMN 979-0-9016679-2-1